# Raymond d'Antioche
Raymond d'Antioche (né vers 1195 et mort en 1213 à Tartous) est le fils aîné de Bohémond IV d'Antioche et de Plaisance du Gibelet.

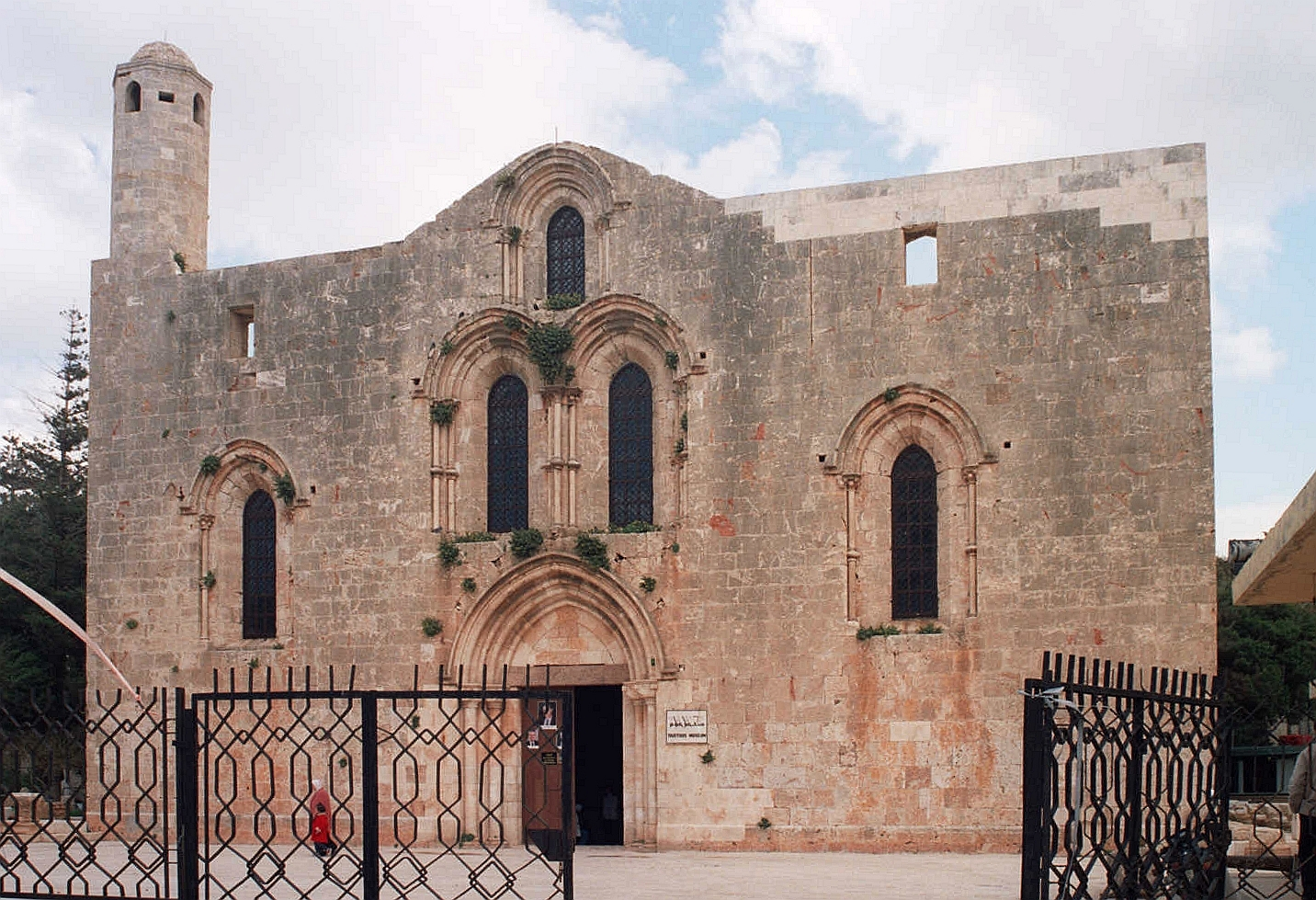
La cathédrale Notre-Dame de Tortosa.

Raymond, héritier du trône d'Antioche et de Tripoli, est tué par les Assassins en 1213 devant la porte de la cathédrale Notre-Dame de Tortosa à l'âge de 18 ans. Certains contemporains soupçonnèrent une implication des Hospitaliers, qui étaient hostiles au père de la victime.
En représailles, Bohémond IV et les Templiers attaquent la citadelle de Khawabi en 1214. Les Assassins demandent l'aide du dirigeant ayyoubide d'Alep, az-Zahir Ghazi, qui à son tour fait appel à son rival et oncle al-Adil, sultan d'Égypte. Le fils d'al-Adil, l'émir de Damas al-Mu'azzam, lance plusieurs raids contre les terres de Bohémond autour de Tripoli, détruisant tous ses villages,. Bohémond IV est contraint de se retirer de Khawabi et de présenter des excuses à az-Zahir,.